# Cayetano Bolívar Escribano
Cayetano Bolívar Escribano (Frailes, 1897 -Granada, 4 de juny de 1939) va ser un metge i polític andalús, el primer diputat electe del Partit Comunista d'Espanya.
Després de passar la seva infància a Frailes es va traslladar en 1920 a Granada per estudiar Medicina. El seu magnífic expedient li va permetre cursar el doctorat en la Universitat de Leipzig (Alemanya), en 1924. Possiblement fos allí on va començar a prendre contacte amb les idees comunistes.

## Militància política
En tornar d'Alemanya es va afiliar al PCE i va muntar un sanatori al barri malagueny d'El Palo, on admetia als pacients que no podien pagar. Per a això va idear un sistema pel qual els pacients amb recursos que hi volguessin ingressar havien de pagar la seva estada i la d'una persona sense mitjans. Cayetano va començar així a ser conegut com el metge dels pobres.
La seva primera detenció es produiria en la vaga general convocada a Màlaga en 1930 en solidaritat amb els treballadors del port. La premsa es va fer ressò de la notícia i el governador civil, Gonzalo Queipo de Llano, la va justificar. A partir d'aquest moment les detencions es van succeir contínuament, fent-se la situació insostenible, fins que Cayetano decideix refugiar-se en La Villa de Don Fadrique (Toledo), únic poble d'Espanya amb alcalde comunista. A la vila toledana, després d'una vaga que va acabar a tirs entre els camperols i la Guàrdia Civil, Cayetano va tornar a ser detingut i va ser enviat a la presó de Toledo. Durant la seva estada a la presó es dedica a traduir les obres de Marx de l'alemany al castellà, i a impartir conferències sobre el marxisme-leninisme als militants comunistes empresonats.
Bolívar va ser també membre de la maçoneria, en la qual utilitzava el pseudònim de «Lenin».

## Cayetano Bolívar al Congrés
El PCE va decidir presentar-lo a les eleccions generals espanyoles de 1933, amb l'objectiu que adquirís immunitat parlamentària i pogués sortir de la presó. En ple període de "classe contra classe", la campanya comunista havia emfatitzat que la participació en les Corts del PCE tindria com a objectiu fer sentir la "veu revolucionària dels treballadors" i fer patent els propòsits de la burgesia i dels seus agents, especialment el PSOE, al que acusaven de ser el "Partit de la Contrarevolució". No obstant això, els dos candidats amb més vots en la primera volta en la circumscripció de Màlaga capital van ser Bolívar i el socialista Fernández Bolaños, però sense aconseguir ser escollits en aquesta primera volta, per la qual cosa per a la segona volta, el comitè central del PCE va autoritzar la negociació de pactes per a la segona volta. D'acord amb els resultats de la primera volta, existia el risc que, davant la fragmentació de camp republicà i esquerrà, una candidatura conjunta radical-dretana s'endugués els tres diputats de la majoria de la capital malaguenya. L'1 de desembre es va fer pública la creació d'una "Candidatura de Front Únic Antifeixista", amb la inclusió també d'un radicalsocialista independent. Bolívar fou finalment el tercer candidat més votat (29.898 vots) després del candidat radicalsocialista independent (Aurelio Ramos Acosta, amb 30.038 vots) i el socialista (29.975 votos).
Cayetano es va bolcar en la vida parlamentària, la frenètica activitat de la qual el convertí en un dels diputats més actius de les corts. Entre 1933 i 1935 realitza centenars d'intervencions en les quals denuncia la situació dels obrers i camperols i la repressió policial. Les seves línies discursives es repeteixen tant a les corts que, en una sessió celebrada al març de 1934 en la qual Cayetano portava les reivindicacions dels treballadors de Correus, quan inicia la seva intervenció dient: "Els empleats de Correus…", els diputats de dretes li cridaren a l'uníson: "Es diu ‘el bloc obrer i treballador!’", la qual cosa obliga a interrompre la sessió davant l'esclat de riures amb què respon la càmera.
En la primavera de 1934, durant la vaga camperola promoguda per la Federación Nacional de Trabajadores de la Tierra de la UGT, Bolívar va ser detingut durant una nit mentre visitava a uns camperols reclosos en un calabós de Jaén, tot això en el marc de la repressió de la vaga els incidents de la qual més notables van ser la deportació de camperols i les detencions de diputats d'esquerres.
Durant el temps que va viure a Madrid es va fer amic de José Díaz i Dolores Ibárruri, portant habitualment a les filles d'aquesta a visitar-la a presó.
A les eleccions de 1936 Cayetano, ja dins de les llistes del Front Popular va tornar a ser escollit, obtenint 52.748 vots sent el tercer candidat més votat de la circumscripció de Màlaga capital.

## Guerra Civil
Iniciada la Guerra Civil, Cayetano va ser nomenat comissari delegat de Guerra en el sector de Màlaga el 28 de novembre de 1936. La situació defensiva de la ciutat era penosa, ja que havia viscut una situació revolucionària des del principi de la guerra, emparada per la inactivitat del front, tot la qual cosa es veia agreujat per la situació d'antagonisme entre anarquistes i comunistes a la ciutat. Les forces republicanes, al comandament del coronel Villalba, es trobaven curtes d'armament i munició, tant per l'actitud del mateix comandant (que després de la guerra tornaria a Espanya i seria perdonat per Franco) com per l'hostilitat del govern, molest per la situació d'anarquia i pràctica independència de la província. Cayetano va intercanviar múltiples cartes amb Largo Caballero, president del Consell de Ministres i ministre de la Guerra, i fins i tot viatjà a València per demanar reforços, davant la qual cosa, Largo, segons el testimoniatge de Dolores Ibárruri, hauria contestat amb la frase "ni un fusell ni un cartutx més per a Màlaga".
El gener de 1937 els comandaments republicans tenen la certesa que Màlaga és una plaça perduda, i van donar ordres d'evacuar la ciutat. Mentre la població fugia de les tropes feixistes, l'aviació alemanya i els vaixells italians els bombardejaven causant milers de morts, en el qual seria conegut com la massacre de la carretera Màlaga-Almeria.
Després de la caiguda de la ciutat, al setembre de 1937, als responsables militars del desastre els van ser sol·licitats ordres de processament. En el cas de Bolívar, que hauria estat «un dels primers que es van apressar a abandonar la ciutat», en ser diputat, es va sol·licitar l'aixecament de la seva immunitat parlamentària, que, davant l'oposició del PCE, no va ser concedida per la Diputació Permanent de Corts. En els últims dies de la guerra, davant l'arribada de les tropes franquistes, Bolívar, director de Sanitat a Jaén, va tractar de fugir, però va ser detingut a Baza i enviat a la presó de Granada on seria afusellat el 4 de juny de 1939.

## Homenatges
- Un col·legi de Màlaga va ser batejat amb el seu nom.
- El col·lectiu de la UJCE de la barriada malaguenya de El Palo, on va realitzar gran part de la seva labor com el metge dels pobres, també porta el seu nom, així com l'Agrupació de Benalmádena del PCE.
- Existeix a més una Associació Social i Cultural en Villa de Don Fadrique que porta el seu nom, aquesta va ser formada pel col·lectiu local de la UJCE.